# Линдер, Эрнст
Э́рнст Ли́ндер (швед. Ernst Linder; 25 апреля 1868, Похья, Великое княжество Финляндское — 14 апреля 1943, Стокгольм, Швеция) — финский и шведский военный деятель, генерал кавалерии.

## Биография
Окончил Кальберскую военную школу и шведскую военную академию, а с 1888 года начал службу в шведской армии.
В 1918 году поступил в финскую армию, а в апреле-мае 1918 года командовал группой Саво, во главе которой сражался с красными отрядами. С 1918 по 1919 годы генерал инспектор кавалерии, создатель финских кавалерийских частей.
В 1924 году принял участие в летних Олимпийских играх 1924 года в Париже, где завоевал золотую медаль по выездке (индивидуальное первенство). Линдер представлял Швецию.
С 6 января по 27 февраля 1940 командующий Шведским добровольческим корпусом. С 28 февраля по 26 апреля 1940 года командовал войсками в регионе Салла.
Автор мемуаров о войне за независимость Från Finlands Frihetskrig (1920).
Скончался 14 апреля 1943 года и был похоронен на «Северном кладбище» в Стокгольме.